# 彭特蘭海峽
彭特蘭海峽（Pentland Firth）是蘇格蘭的海峽，連接東面的北海和西面的北大西洋，將北面的奧克尼群島和南面的蘇格蘭本土分隔，該海峽有多座島嶼。

## 外部連結
- Pentland Firth - Tides
- Tidal Diagrams